# Rok bez Mikołaja
Rok bez Mikołaja (ang. The Year Without a Santa Claus) – amerykańska komedia obyczajowa z 2006 roku w reżyserii Rona Underwooda.

## Opis fabuły
Święty Mikołaj (John Goodman) dochodzi do wniosku, że dzieci przestały w niego wierzyć. Postanawia, że w tym roku nikt nie otrzyma od niego prezentu. Pani Mikołajowa i jego pomocnicy chcą go nakłonić do zmiany decyzji. Elfy wyjeżdżają do Ameryki na poszukiwania ducha świąt Bożego Narodzenia.

## Obsada
- John Goodman jako Święty Mikołaj
- Delta Burke jako Pani Mikołajowa
- Michael McKean jako śnieżny skąpiec
- Harvey Fierstein jako gorący skąpiec
- Ethan Suplee jako Jingle
- Eddie Griffin jako Jangle
- Chris Kattan jako Sparky
- Dylan Minnette jako Iggy